# Filialkirche Ortmann

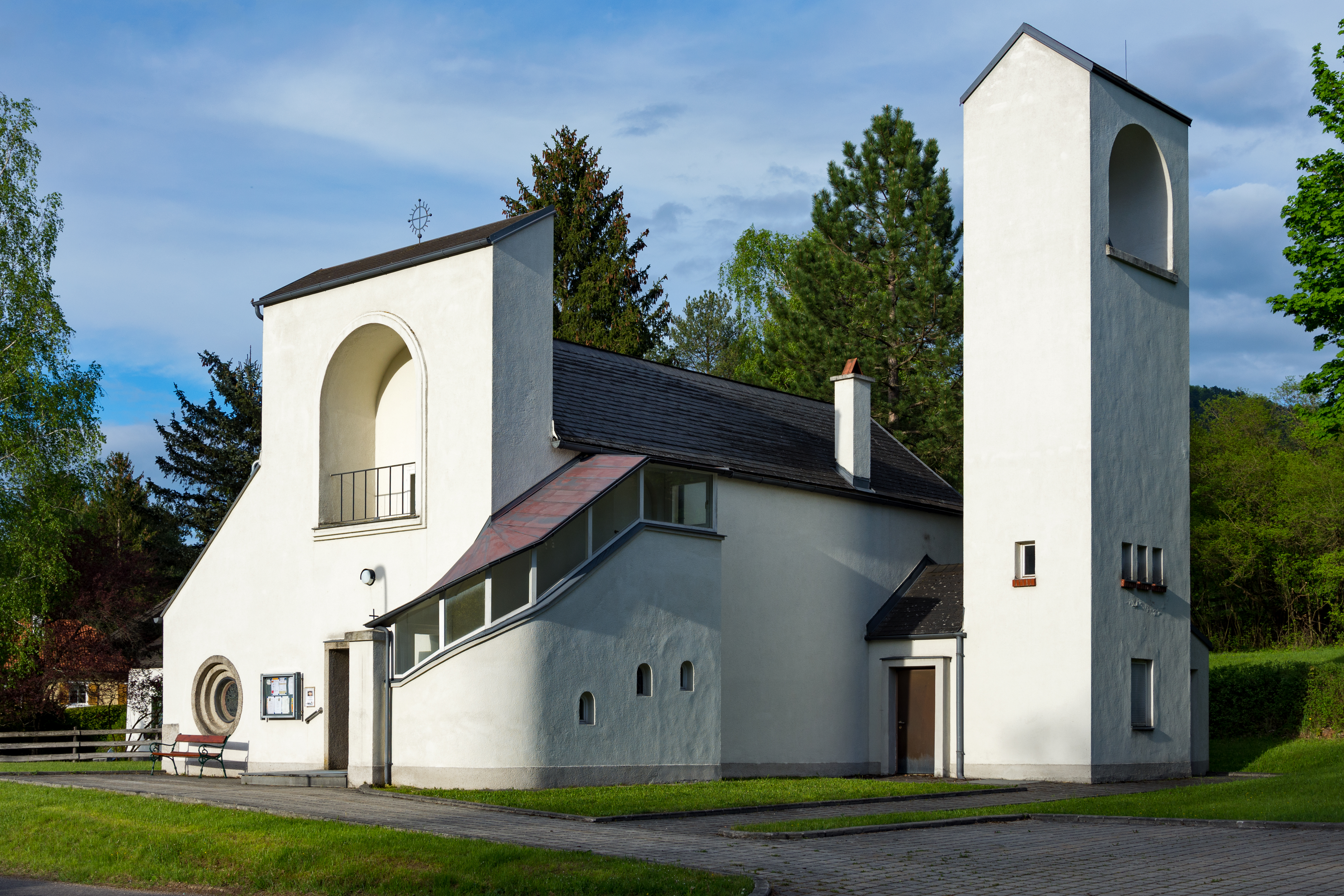
Katholische Filialkirche hl. Mariä in Ortmann

Die Filialkirche Ortmann steht an der Wildbachstraße in Ortmann in Neusiedl südlich Pernitz in der Gemeinde Waidmannsfeld im Bezirk Wiener Neustadt-Land in Niederösterreich. Die dem Patrozinium hl. Maria unterstellte römisch-katholische Filialkirche gehört zum Dekanat Piesting im Vikariat Unter dem Wienerwald der Erzdiözese Wien. Die Kirche steht unter Denkmalschutz (Listeneintrag).

## Geschichte
Die Kirche wurde 1936 nach den Plänen des Architekten Robert Kramreiter erbaut.

## Architektur
Die Saalkirche mit einem nördlichen Seitenschiff hat im Südosten einen angestellten Turm. Der kompakte Kirchenbau hat ein nordseitig tief herab gezogenes Satteldach, das Dach ist nordseitig mit Dachhäuschen aufgelockert. Die Westfront zeigt sich mit einem hohen markanten Blendgiebel mit einer großen Rundbogennische, welche ursprünglich als Glockenstube gedacht war. Der Südwestecke wurde ein gerundeter Treppenaufgang zum Dachstuhl vorgelegt.
Das Kircheninnere zeigt ein Hauptschiff unter einer Flachdecke und einen geraden Schluss. Die Westempore hat eine vergitterte Holzbrüstung. Das nördliche Seitenschiff unter einer hölzernen Zeltdecke auf holzverkleideten Stützpfeilern schließt mit einer Konche, eine weitere Konche im Nordwesten des Seitenschiffes schließt oben mit einem Kegeldach ab und dient als Taufkapelle. Der Turm im Südosten mit Rundbogenöffnungen für die Glocken unter einem Satteldach nimmt das Blendbogenmotiv der Westfront auf und ist mit der niedrigen Sakristei mit dem Hauptschiff verbunden.
Die Fensterformen zeigen Rundbögen, Kreuze und im Osten eine Rosette. Die Glasmalerei zeigt Sprüche aus dem Neuen Testament und den hl. Josef flankiert von einer abstrakten Darstellung der Fabrik Ortmann mit der Kirche, sonst ist die Glasmalerei ornamental.

## Ausstattung
Die Einrichtung stammt aus der Bauzeit. Eine monumentale Statue hl. Maria schuf der Bildhauer Robert Ullmann. Ein kleines Kruzifix trägt einen Corpus aus der ersten Hälfte des 18. Jahrhunderts. Die Kreuzwegbilder entstanden in der Mitte des 19. Jahrhunderts.